# 무어-펜로즈 유사역행렬
선형대수학에서 무어-펜로즈 유사역행렬(Moore-Penrose疑似逆行列, 영어: Moore–Penrose pseudoinverse matrix)은 모든 모양의 행렬에 대하여 정의되는 연산이며, 가역 행렬의 역행렬 연산을 일반화한다.:제8장:제13장:제6장 특잇값 분해를 통해 계산할 수 있다.

## 정의
체 {\displaystyle K}가 주어졌다고 하고, 그 위의 체의 대합
{\displaystyle {\bar {\color {White}a}}\colon K\to K}
{\displaystyle {\bar {\color {White}a}}\circ {\bar {\color {White}a}}=\operatorname {id} _{K}}
이 주어졌다고 하자. (예를 들어, 복소수체의 복소켤레 등이 있다. 이를 항등 함수로 놓을 수도 있다.) 그렇다면, {\displaystyle K} 계수 행렬의 에르미트 수반
{\displaystyle (-)^{*}\colon \operatorname {Mat} (m,n;K)\to \operatorname {Mat} (n,m;K)}
의 개념이 정의된다.
임의의 {\displaystyle K}계수 {\displaystyle m\times n} 행렬
{\displaystyle A\in \operatorname {Mat} (m,n;K)}
의 무어-펜로즈 유사역행렬
{\displaystyle A^{+}\in \operatorname {Mat} (n,m;K)}
은 다음 네 조건들을 모두 만족시키는 행렬이다.
- {\displaystyle AA^{+}A=A}
  - 즉, AA+는 일반적인 단위행렬일 필요는 없으나, A의 모든 열벡터를 보존하는 행렬이어야 한다.
- {\displaystyle A^{+}AA^{+}=A^{+}}
  - 즉, A+는 반군에서의 약한 역이다.
- {\displaystyle (AA^{+})^{*}=AA^{+}}
  - 즉, AA+는 에르미트 행렬이다.
- {\displaystyle (A^{+}A)^{*}=A^{+}A}
  - 즉, A+A도 에르미트 행렬이다.

## 성질

### 존재와 유일성
무어-펜로즈 유사역행렬은 항상 존재하며, 유일하다. 즉, 임의의 행렬 {\displaystyle A}에 대하여, 무어-펜로즈 유사역행렬 정의의 네 가지 조건을 만족하는 행렬 {\displaystyle A^{+}}는 반드시 정확히 한 개 존재한다.
반면, 이 네 조건 가운데 하나를 제거하면 이는 더 이상 유일하지 않다.

### 연산과의 호환
무어-펜로즈 유사역행렬 연산은 전치 행렬 연산 · 성분별 켤레 · 켤레전치와 교환 법칙을 따른다.
{\displaystyle (A^{\top })^{+}=(A^{+})^{\top }}
{\displaystyle ({\bar {A}})^{+}={\overline {A^{+}}}}
{\displaystyle (A^{*})^{+}=(A^{+})^{*}}
행렬 {\displaystyle A}에 스칼라를 곱한 행렬의 무어-펜로즈 유사역행렬은 {\displaystyle A^{+}}를 그 스칼라로 나눈 것과 같다.
{\displaystyle (\alpha A)^{+}=\alpha ^{-1}A^{+}\qquad \forall A\in \operatorname {Mat} (m,n;K),\;\alpha \in K^{\times }}
무어-펜로즈 유사역행렬은 스스로의 역함수이다.
{\displaystyle (A^{+})^{+}=A\qquad \forall A\in \operatorname {Mat} (m,n;K)}

#### 행렬 곱셈과의 호환
무어-펜로즈 유사역행렬은 (역행렬 연산과 달리) 일반적으로 행렬 곱셈과 호환되지 못한다. 다만, 호환을 보장하는 충분 조건들이 존재한다.
구체적으로, 임의의 두 행렬
{\displaystyle A\in \operatorname {Mat} (m,n;K)}
{\displaystyle B\in \operatorname {Mat} (n,p;K)}
이 주어졌으며, 다음 네 조건 가운데 적어도 하나 이상이 성립한다고 하자.
- {\displaystyle A^{*}A=1_{n\times n}}이다.
- {\displaystyle BB^{*}=1_{n\times n}}이다.
- {\displaystyle A}의 열벡터들은 모두 서로 선형 독립이며, 또한 {\displaystyle B}의 행벡터들도 모두 서로 선형 독립이다.
- {\displaystyle A=B^{*}}이다.

그렇다면, 다음과 같이 무어-펜로즈 유사역행렬은 행렬 곱셈과 호환된다.
{\displaystyle (AB)^{+}=B^{+}A^{+}}
그러나 이는 임의의 행렬에 대하여 성립하지 않는다.

### 대수적 표현
{\displaystyle A^{+}}는 모든 행렬 {\displaystyle A}에 대하여 항상 유일하게 존재하지만, 일부 경우 이는 간단한 대수적 공식을 갖는다.
구체적으로, 만약 {\displaystyle A\in \operatorname {Mat} (m,n;K)}의 열벡터가 모두 {\displaystyle K}-선형 독립이라면, {\displaystyle A^{*}A\in \operatorname {Mat} (n,n;K)}는 가역 행렬이며, 이 경우 무어-펜로즈 유사역행렬은 다음과 같다.
{\displaystyle A^{+}=(A^{*}A)^{-1}A^{*}}
이러한 무어-펜로즈 유사역행렬을 좌측 역행렬이라고 하는데, {\displaystyle A^{+}A=I}가 성립하기 때문이다.
반대로, {\displaystyle A\in \operatorname {Mat} (m,n;K)}의 행벡터가 모두 {\displaystyle K}-선형 독립인 경우, {\displaystyle AA^{*}\in \operatorname {Mat} (m,m;K)}는 가역 행렬이며, 이 경우 무어-펜로즈 유사역행렬은 다음과 같다.
{\displaystyle A^{+}=A^{*}(AA^{*})^{-1}}
이러한 경우에는 {\displaystyle AA^{+}=I}가 성립하므로, {\displaystyle A^{+}}를 우측 역행렬이라고 부른다.
물론, {\displaystyle A}의 열벡터와 행벡터 모두 {\displaystyle K}-선형 독립인 경우는 {\displaystyle A} 및 {\displaystyle A^{*}}가 가역 행렬이며, 이 경우
{\displaystyle A^{+}=(A^{*}A)^{-1}A^{*}=A^{*}(AA^{*})^{-1}=A^{-1}}
이다.

### 특잇값 분해로의 표현
행렬 {\displaystyle A\in \operatorname {Mat} (m,n;K)}가 다음과 같은 특잇값 분해를 갖는다고 하자.
{\displaystyle A=U\Sigma V^{*}}
{\displaystyle U\in \operatorname {U} (m;K)}
{\displaystyle V\in \operatorname {U} (n;K)}
{\displaystyle \Sigma =\operatorname {diag} _{m,n}(\lambda _{1},\dotsc ,\lambda _{\min\{m,n\}})\in \operatorname {Mat} (m,n;K)}
그렇다면, {\displaystyle A}의 무어-펜로즈 유사역행렬은 다음과 같다.
{\displaystyle A^{+}=V\Sigma ^{+}U^{*}=V\operatorname {diag} _{n,m}(\lambda _{1}^{+},\dotsc ,\lambda _{\min\{m,n\}}^{+})U^{*}}
여기서, {\displaystyle \lambda \in K}에 대하여
{\displaystyle \lambda ^{+}={\begin{cases}\lambda ^{-1}&\lambda \neq 0\\0&\lambda =0\end{cases}}}
이다.

## 예
가역 행렬의 무어-펜로즈 유사역행렬은 역행렬이다.
{\displaystyle \exists A^{-1}\implies A^{+}=A^{-1}}

### 1×1 행렬
{\displaystyle 1\times 1} 행렬의 무어-펜로즈 유사역행렬은 다음과 같다.
{\displaystyle {\begin{pmatrix}\lambda \end{pmatrix}}^{+}={\begin{cases}{\begin{pmatrix}\lambda ^{-1}\end{pmatrix}}&\lambda \neq 0\\{\begin{pmatrix}0\end{pmatrix}}&\lambda =0\end{cases}}}

### 대각 행렬
직사각형 대각 행렬
{\displaystyle \operatorname {diag} _{m,n}(\lambda _{1},\lambda _{2},\dotsc ,\lambda _{\min\{m,n\}})\in \operatorname {Mat} (m,n;K)}
의 경우, 무어-펜로즈 유사역행렬은 다음과 같다.
{\displaystyle \operatorname {diag} _{m,n}(\lambda _{1},\lambda _{2},\dotsc ,\lambda _{\min\{m,n\}})^{+}=\operatorname {diag} _{n,m}(\lambda _{1}^{+},\lambda _{2}^{+},\dotsc ,\lambda _{\min\{m,n\}}^{+})\in \operatorname {Mat} (n,m;K)}
여기서 {\displaystyle \lambda _{i}^{+}}는 1×1 행렬의 무어-펜로즈 유사역행렬(즉, 가역원일 경우 역원, 0일 경우 0)이다.
특히, 영행렬의 무어-펜로즈 유사역행렬은 그 행렬의 전치 행렬인 영행렬이다.
{\displaystyle 0_{m,n}^{+}=0_{m,n}}

## 응용
무어-펜로즈 유사역행렬은 유일한 해가 존재하지 않는 선형연립방정식에서 최소제곱법에 따른 최적해를 구하기 위해 흔히 사용된다. 혹은 해가 여러 개 존재하는 선형연립방정식에서 유클리드 노름을 최소화하는 해를 찾는 데에 사용되기도 한다. 또한 무어-펜로즈 유사역행렬을 사용하면 선형대수학의 많은 부분을 보다 쉽게 서술하고 증명할 수 있다.

## 역사
1920년에 일라이어킴 헤이스팅스 무어가 최초로 발견하였다. 이후 아르네 볘르함마르(스웨덴어: Arne Bjerhammar, 1917〜2011)와 로저 펜로즈가 이 개념을 1950년대에 재발견하였다.

## 같이 보기
- 역원
- 절대평탄환

## 참고 문헌
1. ↑  김병천 (2001). 《통계학을 위한 행렬대수학》 2판. 자유아카데미. ISBN 978-89-7338255-2.
2. ↑  김종덕 (1998). 《통계학을 위한 행렬대수》 2판. 자유아카데미. ISBN 978-89-7338135-7.
3. ↑  김주성; 류제복 (1997). 《통계학을 위한 선형대수학》 2판. 청문각. ISBN 978-89-7088012-9.
4. ↑  Moore, Eliakim Hastings (1920). “On the reciprocal of the general algebraic matrix”. 《Bulletin of the American Mathematical Society》 (영어) 26 (9): 394–395. doi:10.1090/S0002-9904-1920-03322-7.
5. ↑  Bjerhammar, Arne (1951). 《Application of calculus of matrices to method of least squares with special references to geodetic calculations》. Kungliga Tekniska högskolans handlingar (영어) 49. Lindståhl. Zbl 0043.12203.
6. ↑  Penrose, Roger (1955). “A generalized inverse for matrices”. 《Proceedings of the Cambridge Philosophical Society》 (영어) 51: 406–413. doi:10.1017/S0305004100030401.